# Damalis tibialis
Damalis tibialis är en tvåvingeart som beskrevs av Macquart 1838. Damalis tibialis ingår i släktet Damalis och familjen rovflugor. Inga underarter finns listade i Catalogue of Life.